# San Pawl il-Baħar
San Pawl il-Baħar (slovensko Zaliv sv. Pavla) je mesto v Severni regiji Malte, 16 km severozahodno od glavnega mesta Valletta. Je največje mesto v Severni regiji in sedež Odbora Severne regije, razen tega pa je tudi najbolj naseljeno mesto na Malti.
Ime mesta se nanaša na brodolom sv. Pavla, opisan v Apostolskih delih. Brodolom se je zgodil Otoku sv. Pavla blizu Zaliva sv. Pavla  na njegovem potovanju iz Cezareje v Rim. Sv. Pavel je postavil temelje krščanstva na Malti.
V lokalnem Svetu zaliva sv. Pavla so zastopana mesta Burmarrad, Wardija, Qawra, Buġibba, Xemxija in San Martin in del Bidnije in Mistre. Okraj meri 14.47 km².
Zaliv sv. Pavla je imel leta 2018 23.112 prebivalcev. Število se med junijem in septembrom poveča na približno 60.000, predvsem na račun turistov v Buġibbi in  Qawri.
Malo severno je zaliv Mistra z rtom in otokom sv. Pavla. Zahodno je na drugi strani otoka proti zalivu Ġnejna in Zlatemu zalivu slikovit greben Wardija.

## Zgodovina
Najstarjše arheološke najdbe v Zalivu sv. Pavla so stare okoli 6000 let. Med njimi sta templja Buġibba in Xemxija. V Busewdienu na grebenu Wardija so odkrili tudi starodavne, v skalo vrezane kolesnice tovornih voz, punske grobove in druge ostanke iz bronaste dobe. V rimskem obdobju je Zaliv sv. Pavla  postal pomembno pristanišče. V Xemxiji so odkrili ostanke rimske ceste, kopališč in čebeljih panjev, v morju pa rimska ladijska sidra.
V poznem srednjem veku je bil Zaliv sv. Pavla zapuščen zaradi pogostih napadov gusarjev. Lokalna milica je vzdržavala več stražnih stolpov v okolici. Eden od njih, znan kot kmečka hiša Ta' Tabibu, se je ohranil in se šteje za najstarejšo zgradbo v Zalivu sv. Pavla. V zalivu je cerkev, zgrajena ob prihodu malteških vitezov leta 1530.
V obdobju malteških vitezov je bilo v okolici zgrajenih veliko utrdb. Prva je bila stolp Wignacourt, zgrajen leta 1610, ki se šteje za najstarejšega ohranjenega na Malti. Stolp Qawra je zgradil veliki mojster Lascaris leta 1638. Leta 1715 so bile okoli  obeh stolpov postavljene topovske baterije, drugje na obali zaliva pa okopi in topovske baterije. Ohrajnena je Arriasova baterija, medtem ko so bili okopi Dellia in Perellos v 20. stoletju porušeni.
Zaliv je bil eno od pristanišč med francosko invazijo na Malto junija 1798. Po malteški vstaji proti Francozom je postal Zaliv sv. Pavla glavno pristanišče Malte, ker sta bila Veliko pristanišče v Valetti in Marsamxett še vedno pod francosko oblastjo.
V 19. stoletju je bilo zv zalivu zgrajenih več vil, ki jih je med drugo svetovno vojno zasegla britanska vojska. Zaliv je preuredila v počivališče za vojake. Po sklenitvi premirja z Italijo leta 1943 se je Britancem vdalo in v zalivu zasidralo 76 ladij italijanske vojne mornarice (Regia Marina). 
Po drugi svetovni vojni se je Zaliv sv. Pavla razvil v priljubljeno turistično središče.

## Pobratena mesta
Zaliv sv. Pavla je pobraten s:
- Chaum, Francija
- Agios Pavlos, Solun, Grčija

## Galerija
- Tempelj v Bugibbi
- Kolesnice v Misrah Ghar il-Kbirju (južna Malta)
- Kmečka hiša Ta Tabibz
- Stolp Qawra
- Stolp Ghallis
- Stolp San Giraldu
- Topovska baterija Delija